# Duboisius wickenburgiensis
Duboisius wickenburgiensis är en skalbaggsart som beskrevs av Abdullah 1961. Duboisius wickenburgiensis ingår i släktet Duboisius och familjen kvickbaggar. Inga underarter finns listade i Catalogue of Life.